# Jenő (Ungheria)
Jenő è un comune dell'Ungheria di 1.309 abitanti (dati 2001). È situato nella contea di Fejér.